# Vilamerelle (Guntín)
Vilamerelle (llamada oficialmente San Vicente de Vilamerelle) es una parroquia y una aldea española del municipio de Guntín, en la provincia de Lugo, Galicia.

## Organización territorial
La parroquia está formada por tres entidades de población:
- Frameán
- San Vicente
- Vilamerelle

## Demografía

### Parroquia
| Gráfica de evolución demográfica de Vilamerelle (parroquia) entre 2000 y 2020 |
|                                                                               |
| Datos según el nomenclátor publicado por el INE.                              |

### Aldea
| Gráfica de evolución demográfica de Vilamerelle (aldea) entre 2000 y 2020 |
|                                                                           |
| Datos según el nomenclátor publicado por el INE.                          |